# Chatham Dockyard

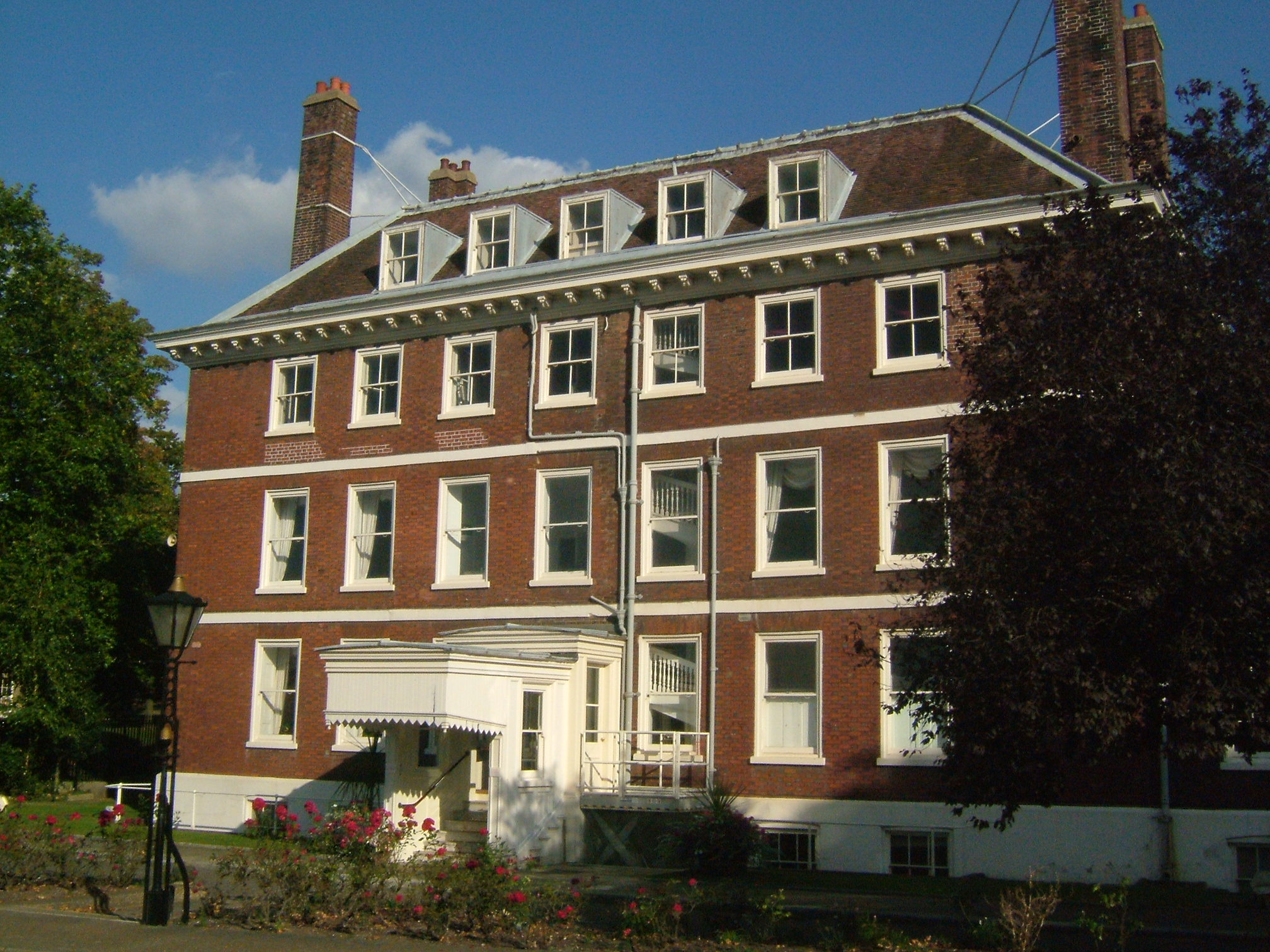
La casa del commissario (1704), l'edificio navale britannico più antico ancora esistente.

I cantieri navali Chatham Dockyard, si trovano alla foce del fiume Medway tra Chatham e Gillingham, nel Kent, Regno Unito, sono tra i più antichi del paese. La loro origine risale al periodo successivo alla Riforma, quando le relazioni della Gran Bretagna col resto d'Europa peggiorarono e si resero necessarie nuove difese. Nel corso della sua storia i cantieri hanno costruito oltre 500 imbarcazioni per la Royal Navy. Al massimo della sua attività ha occupato oltre 10.000 persone su una superficie di 1,6 chilometri quadrati. I cantieri chiusero nel 1984 e una parte è adesso aperta al pubblico.